# Burg Neu-Morungen

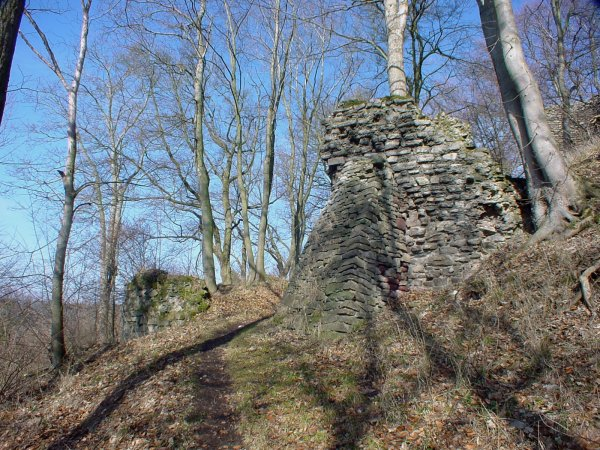
Zugang zur Kernburg

Die Burg Neu-Morungen ist die Ruine einer Höhenburg in Morungen im Landkreis Mansfeld-Südharz in Sachsen-Anhalt.
Die Burg war eine kleine reichsunmittelbare Ministerialenburg. Seit dem 16. Jahrhundert ist sie Ruine. Sie wird mit dem Minnesänger Heinrich von Morungen in Verbindung gebracht.

## Geschichte
Die Burg entstand offensichtlich als Ersatz der Burg Alt-Morungen. Die Errichtung scheint mit der Aufgabe der alten Burg einherzugehen. Gleich der alten Burg war sie Sitz eines kaiserlichen Burgmannes. Seit 1250 existierten die Herren von Morungen als Lehnsnehmer der Grafen von Mansfeld. 1266 erfolgte eine erste urkundliche Erwähnung der Burg. 1290 wird ein Burggraf von Morungen genannt. Die Herrschaft Morungen befand sich ab dem 13. Jahrhundert in wechselndem landesherrlichen Besitz. Folgende Eigentümer sind nachgewiesen:
- 1320 Thüringen,
- 1323 Honstein und Mansfeld,
- 1408 Mansfeld,
- 1486 Sachsen,
- danach wieder Mansfeld,
- 1655 Eberstein.

Die Nutzung der Burg scheint aber schon im 15. Jahrhundert beendet worden sein. Schon 1533 wird sie als „ganz wüst“ bezeichnet.